# Dayglo Abortions
Dayglo Abortions (soms afgekort tot DGA) is een Canadese hardcore punk- en metalband uit Victoria (Brits-Columbia). Hun teksten weerspiegelen een genre-typische minachting voor maatschappelijke normen. De band werd geformeerd in 1979 en bracht een eerste album uit in 1981. De band heeft sinds hun eerste publicatie wereldwijd meer dan 500.000 exemplaren verkocht. De biografie van de band, Argh Fuck Kill: The Story of the Dayglo Abortions, van de auteur Chris Walter, werd in 2010 gepubliceerd door Gofuckyerself Press. Gymbo Jak, de zanger van 1994 tot 2007, zong ook voor de in Toronto gevestigde Maximum RNR.

## Bezetting
Huidige bezetting
- Murray Acton 'The Cretin' (leadgitaar, zang, 1979-1994, 1998–heden)
- 'Blind' Marc (drums, 2011–heden)
- Matt Fiorito (gitaar, 2015–heden)

Voormalige bezetting
- Jesus Bonehead (drums, 1979-2010)
- Spud aka Stupid Couch Potato (basgitaar, 1979-1999)
- Mike Jak (gitaar, 1986-1994, 1997, 2007, 2011-2015)
- Gymbo Jak (zang, 1994-2007)
- Hung Jak (gitaar, 1995-2000)

- Willy Jak (basgitaar, 2000-2018)
- Nev The Impailer (gitaar, 1986-1989)
- Squid (leadgitaar, 1994-1996)
- Wayne Gretsky (gitaar, 1985-1986)

## Geschiedenis
In 1988 zette een politieagent in Nepean, Ontario een strafrechtelijk onderzoek in naar de Dayglos, nadat zijn dochter een exemplaar van Here Today, Guano Tomorrow mee naar huis had genomen. Obsceniteitsklachten werden ingediend tegen het platenlabel van Dayglo Abortion, Fringe Product (gedragen door Alternative Tentacles in de Verenigde Staten en de frontman Jello Biafra van Dead Kennedys in de strijd voor vrijheid van meningsuiting) en de platenwinkel van het label, Record Peddler, maar die beschuldigingen werden ingetrokken in 1990.
Twee albums kwamen voor in de resulterende rechtszaak, de covers en de lyrische inhoud werden tentoongesteld door de aanklager. Here Today, Guano Tomorrow had een omslag met een afbeelding van een hamster die aan het eten was uit een doos chocolaatjes op mooie satijnen lakens, samen met een glas wijn, terwijl een hand een pistool op de hamster richt. De achterkant toont een afbeelding van het resulterende bloedbad. Het vorige album Feed Us a Fetus, was misschien iets minder grafisch, met een afbeelding van een gebakken foetus op tafel voor Ronald en Nancy Reagan.

## Politiek
Op hun album uit 2004 toonden de Dayglos een nieuw gevonden politiek bewustzijn. Holy Shiite heeft nummers als America Eats Her Young, Christina Bin Laden, Scientology en Where's Bin Laden?.

## Discografie
- 1981: Out of the Womb
- 1986: Feed Us a Fetus
- 1987: Here Today, Guano Tomorrow
- 1991: Two Dogs Fucking|Two Dogs Fucking - Deux Chiens Fourrent
- 1995: Little Man in the Canoe]
- 1996: Corporate Whores
- 1998: Stupid World, Stupid Songs
- 1999: Death Race 2000
- 2004: Holy Shiite
- 2011: Live 2011
- 2016: Armageddon Survival Guide